# Hertog Alfred-medaille
De Hertog Alfred-medaille (Duits: Herzog Alfred-Medaille) was een onderscheiding van het kleine Duitse hertogdom Saksen-Coburg en Gotha.
De ronde medaille die voor verdienste werd toegekend was, zo blijkt uit de tekst op de keerzijde, aan de kunsten gewijd. Onder Alfred van Saksen-Coburg en Gotha die regeerde van 1896 tot 1906 werden drie verschillende medailles uitgereikt:
- De Hertog Alfred-medaille in zilver als halsdecoratie (1889 - 1896) met beugelgesp
- De Hertog Alfred-medaille in zilver als halsdecoratie (1889 - 1896) met ronde ring
- De kleine Hertog Alfred-medaille. Een gereduceerde zilveren medaille.

Op de voorzijde staat het portret van de hertog met het rondschrift "ALFRED HERZOG VON SACHSEN COBURG UND GOTHA". Op de keerzijde staat het met de kousenband omhangen wapen van de hertog onder de opdracht "FÜR VERDIENSTE".
De neef en opvolger van hertog Alfred liet onder de naam Hertog Karel Eduard-medaille eigen medailles slaan en uitreiken.
Saksisch-Ernestijnse Huisorde ·
Prinsessenkruis van de Saksisch-Ernestijnse Huisorde · 
Carl Eduard-Oorlogskruis ·
Medaille voor Verdienste in het Burgerlijk Leven ·
Medaille voor Kunst en Wetenschap ·
Kruis van Verdienste voor Kunst en Wetenschap ·
Medaille van Verdienste voor Kunst en Wetenschap ·
Erekruis voor Kunst en Wetenschap · 
Hertog Ernst-medaille · 
Hertog Alfred-medaille ·
Hertog Karel Eduard-medaille ·
Ereteken voor Vaderlandse Verdienste ·
Medaille voor het Redden van Levens ·
Medaille voor Vrouwelijke Verdienste ·
Herinneringsmedaille aan het Zilveren Huwelijk van Hertog Alfred ·
Herinneringsmedaille aan het Huwelijk van Hertog Karel Eduard ·
Ereteken van de Brandweer · 
Herinneringskruis aan Eckernförde "1849" ·
Herdenkingsteken voor Vleugeladjudanten ·
Oorlogsherinneringsteken ·
Herinneringsmedaille aan de Regeringsovername door Hertog Karel Eduard · 
Herinneringsmedaille aan het Huwelijk van Prinses Sybilla
Zie ook: Ridderorden in Saksen